# Karl-Heinz Werner (Politiker, 1911)
Karl-Heinz Werner (* 19. März 1911 in Bochum; † 5. Februar 2000) war ein deutscher Jurist, Verbandsdirektor und bayerischer Senator.
Nach dem Abitur, seiner juristischen Staatsprüfung und dem Erwerb des Diplom-Volkswirts an der Universität München war Werner von 1939 an beim Verband westfälisch-lippischer Wohnungsunternehmen angestellt. Im Jahr darauf wechselte er als Prüfungsassistent zum Verband bayerischer Wohnungsunternehmen. Später war er als Verbandssekretär, Verbandsgeschäftsführer und von 1970 bis zu seiner Versetzung in den Ruhestand 1981 als Verbandsdirektor tätig. Er gehörte außerdem dem Vorstand des Gesamtverbandes gemeinnütziger Wohnungsunternehmen in Köln an und war verantwortlicher Redakteur der Zeitschrift für das gemeinnützige Wohnungswesen in Bayern. Von 1976 bis 1981 war er Mitglied des Bayerischen Senats.